# Municipio de Green (condado de Alpena)
El municipio de Green (en inglés: Green Township) es un municipio ubicado en el condado de Alpena en el estado estadounidense de Míchigan. En el año 2010 tenía una población de 1.228 habitantes y una densidad poblacional de 5,92 personas por km².

## Geografía
El municipio de Green se encuentra ubicado en las coordenadas 45°0′29.04″N 83°48′23.97″O / 45.0080667, -83.8066583. Según la Oficina del Censo de los Estados Unidos, el municipio tiene una superficie total de 207,5 km² (80,1 mi²), de la cual 184,9 km² (71,4 mi²) corresponden a tierra firme y 22,6 km² (8,7 mi²) (10.9%) es agua.